# Bertula madida
Bertula madida är en fjärilsart som beskrevs av Swinhoe 1904. Bertula madida ingår i släktet Bertula och familjen nattflyn. Inga underarter finns listade i Catalogue of Life.